# Куко-Ривијере (Козенца)
Куко-Ривијере је насеље у Италији у округу Козенца, региону Калабрија.
Према процени из 2011. у насељу је живело 655 становника. Насеље се налази на надморској висини од 31 м.